# Ligne Inbi
La ligne Inbi (因美線, Inbi-sen) est une ligne ferroviaire de la compagnie JR West au Japon. Elle relie la gare de Tottori dans la préfecture de Tottori à la gare de Higashi-Tsuyama dans la préfecture d'Okayama.

## Histoire
La ligne Inbi a été construite par la Société gouvernementale des chemins de fer japonais. La ligne ouvre entre Tottori à Mochigase en 1919, et est prolongée à Chizu en 1923. La section de Tsuyama à Mimasaka-Kamo, ouverte en 1928, est prolongée à Mimasaka-Kawai en 1931 et à Chizu en 1932, complétant la ligne.

## Caractéristiques

### Ligne
- Longueur : 70,8 km
- Ecartement : 1 067 mm
- Alimentation : non électrifié

### Services et interconnexions
La ligne est empruntée par des trains locaux (omnibus) et rapides, et par les trains express suivants entre Tottori et Chizu :
- Super Inaba (Okayama - Tottori)
- Super Hakuto (Kyoto - Kurayoshi)

Les trains de la ligne Wakasa empruntent la ligne entre Kōge et Tottori.
Les trains de la ligne Chizu empruntent la ligne entre Chizu et Tottori.
A Higashi-Tsuyama, tous les trains continuent sur la ligne Kishin jusqu'à la gare de Tsuyama.

### Gares

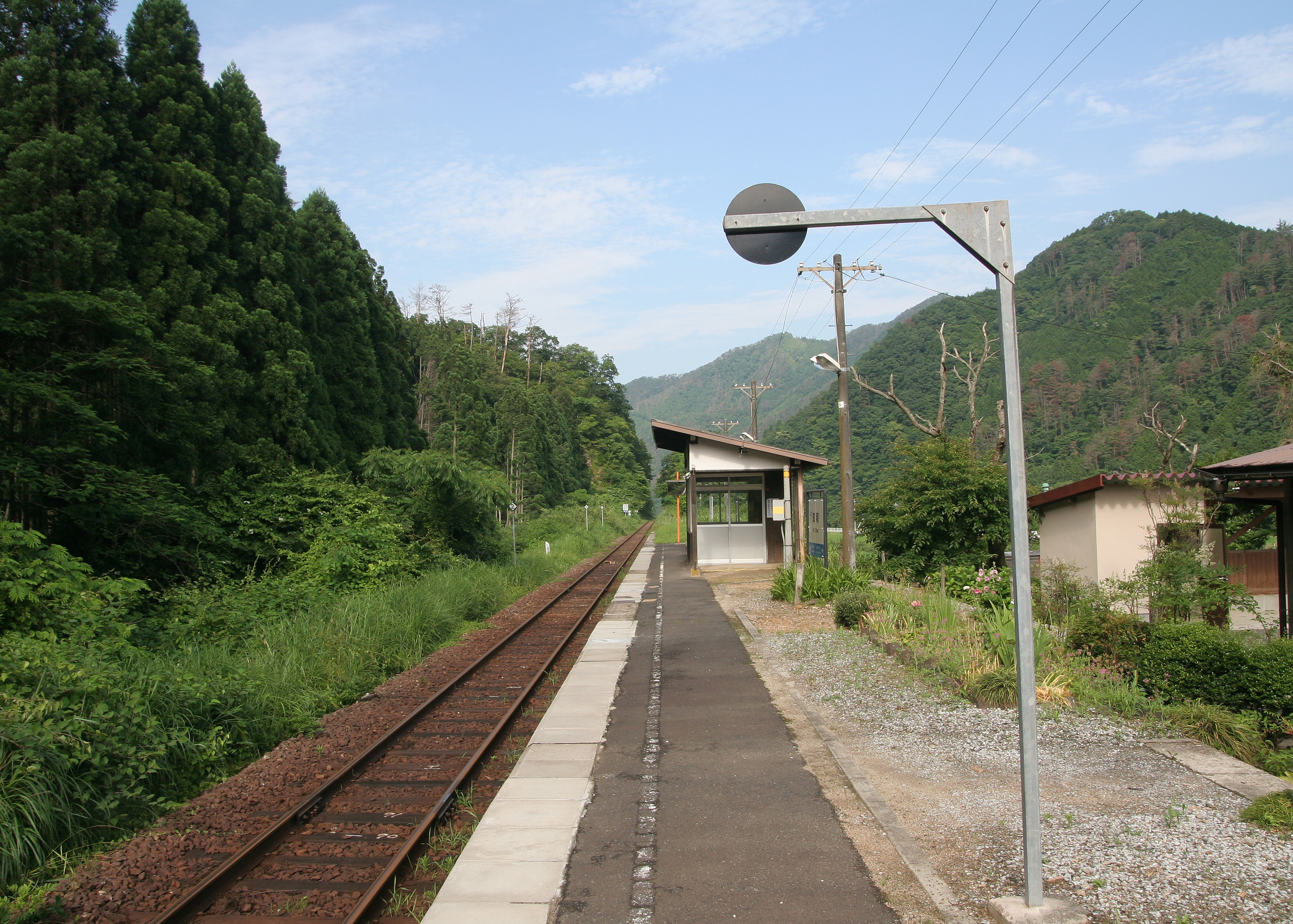
La ligne à Chiwa.

| Gare            | Nom japonais | Distance depuis Tottori (km) | Correspondances                                | Localisation | Localisation          |
| --------------- | ------------ | ---------------------------- | ---------------------------------------------- | ------------ | --------------------- |
| Tottori         | 鳥取         | 0                            | JR West : San'in (interconnexion)              | Tottori      | Préfecture de Tottori |
| Tsunoi          | 津ノ井       | 4,3                          |                                                | Tottori      | Préfecture de Tottori |
| Higashi-Kōge    | 東郡家       | 8,2                          |                                                | Yazu         | Préfecture de Tottori |
| Yazu            | 郡家         | 10,3                         | Wakasa Railway : Wakasa (interconnexion)       | Yazu         | Préfecture de Tottori |
| Kawahara        | 河原         | 14,1                         |                                                | Yazu         | Préfecture de Tottori |
| Kunifusa        | 国英         | 17,4                         |                                                | Tottori      | Préfecture de Tottori |
| Takagari        | 鷹狩         | 19,8                         |                                                | Tottori      | Préfecture de Tottori |
| Mochigase       | 用瀬         | 21,1                         |                                                | Tottori      | Préfecture de Tottori |
| Inaba-Yashiro   | 因幡社       | 24,9                         |                                                | Tottori      | Préfecture de Tottori |
| Chizu           | 智頭         | 31,9                         | Chizu Express Company : Chizu (interconnexion) | Chizu        | Préfecture de Tottori |
| Haji            | 土師         | 35,6                         |                                                | Chizu        | Préfecture de Tottori |
| Nagi            | 那岐         | 38,5                         |                                                | Chizu        | Préfecture de Tottori |
| Mimasaka-Kawai  | 美作河井     | 48,5                         |                                                | Tsuyama      | Préfecture d'Okayama  |
| Chiwa           | 知和         | 52,0                         |                                                | Tsuyama      | Préfecture d'Okayama  |
| Mimasaka-Kamo   | 美作加茂     | 55,8                         |                                                | Tsuyama      | Préfecture d'Okayama  |
| Miura           | 三浦         | 59,3                         |                                                | Tsuyama      | Préfecture d'Okayama  |
| Mimasaka-Takio  | 美作滝尾     | 61,5                         |                                                | Tsuyama      | Préfecture d'Okayama  |
| Takano          | 高野         | 66,7                         |                                                | Tsuyama      | Préfecture d'Okayama  |
| Higashi-Tsuyama | 東津山       | 70,8                         | JR West : Kishin (interconnexion)              | Tsuyama      | Préfecture d'Okayama  |